# Marguerite Champendal
Marguerite Champendal (Petit-Saconnex, 2 de junio de 1870-Ginebra, 25 de octubre de 1928) fue una médica suiza, la primera ginebrina en obtener su doctorado en medicina en la Universidad de Ginebra en 1900. Allí fundó un centro de distribución de leche pasteurizada para bebés, así como una escuela de enfermería.

## Biografía
Champendal nació el 2 de junio de 1870 en Petit-Saconnex, un barrio de Ginebra, Suiza. Fue la tercera hija del pastor Jacques Henri Samuel Champendal y Christine Elisabeth Roch.

## Carrera
Enseñó en París y Berlín, y luego, en contra de la voluntad de su familia, comenzó sus estudios de medicina en Ginebra. En 1900 se convirtió en la primera mujer de esa ciudad en obtener un doctorado en medicina. Si bien otras 34 mujeres también obtuvieron un doctorado al mismo tiempo, ninguna era de la ciudad de Ginebra. Su tesis doctoral se tituló Des varices congénitales (Varices congénitas).
Fue contemporánea de Henriette Saloz-Joudra (1855-1928), quien obtuvo su título de médica en 1883 en la Universidad de Ginebra y fue la primera en abrir su práctica médica privada en la ciudad.

### Práctica médica
Después de graduarse, trabajó en los barrios populares de la ciudad.
Basándose en lo que conoció durante una visita a París, el proyecto del doctor Gaston Variot llamado La gota de leche (La Goutte de Lait), Champendal creó su propio centro en Ginebra (con el mismo nombre) en 1901. Allí organizó la distribución de leche pasteurizada para lactantes y servicios de consulta para ayudar a las madres jóvenes. En 1916 publicó el Manual pequeño para madres con orientación para mujeres con bebés.
En 1905, después de haber pasado ya un año y medio atendiendo a las embarazadas, formó la escuela de enfermería Le Bon Secours. Dirigió la escuela hasta su prematura muerte en 1928. Es recordada como "una mujer visionaria y profundamente moderna".
Fue doctora privada en la facultad de medicina de 1913 a 1919.
En 1918, obtuvo estatus profesional en la Universidad de Ginebra, siendo la primera mujer en hacerlo.

### Muerte
Marguerie Champendal falleció el 25 de octubre de 1928 en Ginebra a los 58 años de un paro cardíaco.

## Honores
En Ginebra, una calle lleva su nombre, el Chemin Doctoresse Champendal.